# David Opatoshu

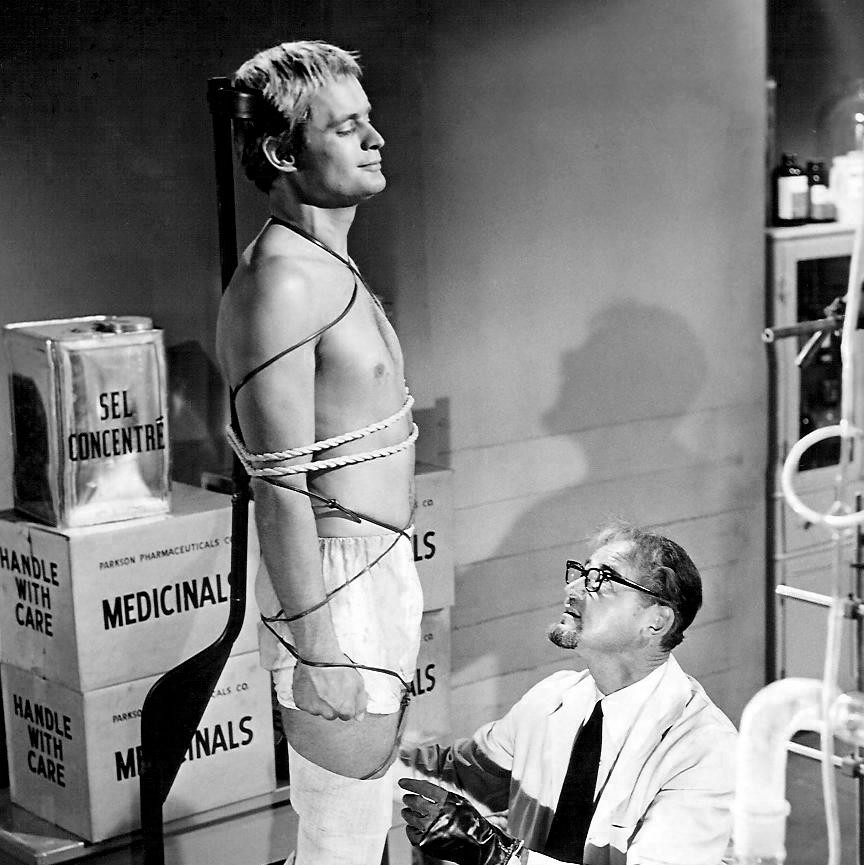
David Opatoshu (dreapta) şi David McCallum în 1965

David Opatoshu (născut David Opatovsky la 30 ianuarie 1918 – d. 30 aprilie 1996) a fost un actor evreu-american de film si TV.